# Jazzmen Detroit
Jazzmen Detroit è un CD a nome di Pepper Adams, Kenny Burrell, Paul Chambers, Kenny Clarke e Tommy Flanagan, pubblicato dalla Fresh Sound Records nel 2011. 
Il luogo di registrazione in alcune fonti è riportato New York, mentre altre, compreso le note del CD della Fresh Sound Records, indicano gli studi di Rudy Van Gelder di Hackensack, New Jersey (Stati Uniti).

## Tracce
1. Cotton Tail – 5:33 (Duke Ellington) – Registrato il 30 aprile 1956 a New York City, New York
2. But Not for Me – 3:55 (George Gershwin, Ira Gershwin) – Registrato il 30 aprile 1956 a New York City, New York
3. Your Host – 5:17 (Kenny Burrell) – Registrato il 30 aprile 1956 a New York City, New York
4. Tricrotism – 5:46 (Oscar Pettiford) – Registrato il 30 aprile 1956 a New York City, New York
5. Tom' Thumb – 6:37 (Kenny Burrell) – Registrato il 30 aprile 1956 a New York City, New York
6. You Turned the Tables on Me – 4:42 (L. Atler, S.D. Mitchell) – Registrato il 9 maggio 1956 a New York City, New York
7. Afternoon in Paris – 5:53 (John Lewis) – Registrato il 9 maggio 1956 a New York City, New York
8. Apothegm – 5:23 (Pepper Adams) – Registrato il 9 maggio 1956 a New York City, New York

Durata totale: 43:06

## Musicisti
- Pepper Adams - sassofono baritono (eccetto brano: But Not for Me)
- Kenny Burrell - chitarra
- Tommy Flanagan - pianoforte (eccetto brano: But Not for Me)
- Paul Chambers - contrabbasso (eccetto brano: But Not for Me)
- Kenny Clarke - batteria